# Roman Zacharkiv
Roman Yaroslavovych Zacharkiv (in ucraino Роман Ярославович Захарків?; Leopoli, 24 gennaio 1991) è uno slittinista ucraino.

## Biografia
Si è laureato presso la Lviv State University of Physical Culture.
Ha rappresentato l'Ucraina a tre edizioni dei Giochi olimpici invernali: Vancouver 2010, dove ha completato al 19º posto nel doppio con Taras Senkiv; Soči 2014, in cui si è classificato 17º nel doppio con Oleksandr Obolončyk e 11º nella gara a squadre; e Pyeongchang 2018, piazzandosi 20º nel doppio con Oleksandr Obolončyk e 13º nella gara a squadre.